# Wereldkampioenschappen synchroonzwemmen 1973 – Solo vrouwen
De solo vrouwen tijdens de wereldkampioenschappen synchroonzwemmen 1973 vond plaats in de Tašmajdan Sports and Recreation Center in Belgrado, Joegoslavië.

## Uitslag
De eerste twaalf solisten, hier aangegeven met groen, gingen door naar de finale.
| Rang   | Naam               | Land                | Voorronde | Voorronde | Finale        | Finale        |
| Rang   | Naam               | Land                | Punten    | Rang      | Punten        | Rang          |
| ------ | ------------------ | ------------------- | --------- | --------- | ------------- | ------------- |
| Goud   | Teresa Andersen    | Verenigde Staten    | 73,4600   | 1         | 120,4600      | 1             |
| Zilver | Jojo Carrier       | Canada              | 66,5340   | 2         | 112,5340      | 2             |
| Brons  | Junke Hasumi       | Japan               | 64,8300   | 3         | 104,1800      | 3             |
| 4      | Liesbeth Wouda     | Nederland           | 60,2110   | 4         | 97,7110       | 4             |
| 5      | Françoise Schuler  | Frankrijk           | 58,8570   | 5         | 95,8570       | 5             |
| 6      | Jennifer Lane      | Verenigd Koninkrijk | 55,3500   | 6         | 94,8500       | 6             |
| 7      | Beverley Balkind   | Australië           | 56,9830   | 8         | 93,9830       | 7             |
| 8      | Brigitte Serwonski | West-Duitsland      | 55,5730   | 7         | 93,0730       | 8             |
| 9      | Antonia Hauswirth  | Zwitserland         | 53,8800   | 9         | Uitgeschakeld | Uitgeschakeld |
| 10     | Eva Govezensky     | Mexico              | 52,8300   | 10        | Uitgeschakeld | Uitgeschakeld |
| 11     | Barbro Ansehn      | Zweden              | 52,4300   | 11        | Uitgeschakeld | Uitgeschakeld |
| 12     | María José Bilbao  | Spanje              | 52,3600   | 12        | Uitgeschakeld | Uitgeschakeld |
| 13     | Lillian Madsen     | Denemarken          | 48,5110   | 13        | Uitgeschakeld | Uitgeschakeld |
| 14     | A. Norlund         | Noorwegen           | 43,8130   | 14        | Uitgeschakeld | Uitgeschakeld |
| 15     | Ida Weingartler    | Oostenrijk          | 45,3630   | 15        | Uitgeschakeld | Uitgeschakeld |